# Tryphon rutilator
Tryphon rutilator är en stekelart som först beskrevs av Carl von Linné 1761.  Tryphon rutilator ingår i släktet Tryphon och familjen brokparasitsteklar. Arten är reproducerande i Sverige. Inga underarter finns listade i Catalogue of Life.